# Condado de Caribou
O Condado de Caribou é um dos 44 condados do Estado americano do Idaho. A sede do condado é Soda Springs, que é também a sua maior cidade. O condado tem uma área de 4658 km² (dos quais 84 km² estão cobertos por água), uma população de 7304 habitantes, e uma densidade populacional de 1,6 hab/km² (segundo o censo nacional de 2000). O condado foi fundado em 1919 e o seu nome provém das Montanhas Caribou.